# 2-3-2

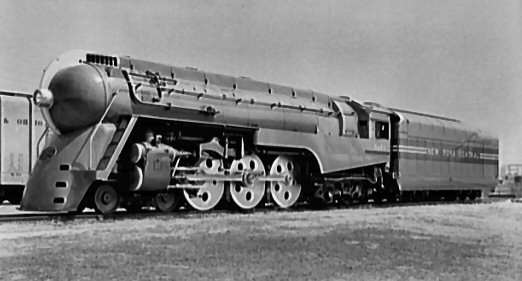
Американский паровоз NYC Hudson типа 2-3-2

Тип 2-3-2 — паровоз с тремя движущими осями в одной жёсткой раме, двумя бегунковыми и двумя поддерживающими осями. Является дальнейшим развитием типа 2-3-1. Большинство пассажирских скоростных паровозов принадлежало именно к данному виду.
Другие методы записи:
- Американский — 4-6-4 («Хадсон», иногда «Балтик»)
- Французский — 232
- Германский — 2C2

## Примеры паровозов
Немецкий скоростной паровоз серии 05, американские паровозы NYC Hudson и Royal Hudson, советские скоростные паровозы Коломенского и Ворошиловградского заводов.